# Puchar Świata w Chodzie Sportowym 2012
25. Puchar Świata w Chodzie Sportowym – zawody lekkoatletyczne w chodzie sportowym, które odbyły się 12 i 13 maja 2012 w Sarańsku. 
Organizatora imprezy IAAF wybrał w listopadzie 2009 na spotkaniu w Monako. Zawodnicy pokonywali 2 kilometrową pętlę zlokalizowaną w centrum miasta w pobliżu Soboru św. Fiodora Uszakowa. Mierniczym trasy był Polak Tadeusz Dziekoński.

## Rezultaty

### Mężczyźni
|                          | 1. miejsce          | Rezultat | 2. miejsce       | Rezultat | 3. miejsce        | Rezultat |
| Chód na 10 km (juniorzy) | Éider Arévalo       | 41:17    | Aleksandr Iwanow | 41:42    | Jesús Tadeo Vega  | 41:56    |
| Chód na 20 km            | Wang Zhen           | 1:19:13  | Andriej Kriwow   | 1:19:27  | Władimir Kanajkin | 1:19:43  |
| Chód na 50 km            | Siergiej Kirdiapkin | 3:38:08  | Jared Tallent    | 3:40:32  | Si Tianfeng       | 3:43:05  |

### Kobiety
|                          | 1. miejsce        | Rezultat | 2. miejsce       | Rezultat | 3. miejsce         | Rezultat |
| Chód na 10 km (juniorki) | Sandra Arenas     | 45:57    | Alejandra Ortega | 46:00    | Nadieżda Leontjewa | 46:02    |
| Chód na 20 km            | Jelena Łaszmanowa | 1:27:38  | Olga Kaniskina   | 1:28:33  | María José Poves   | 1:29:10  |